# 石川敏治
石川 敏治（いしかわ としはる、1912年（大正元年）9月10日 - 2015年（平成27年）6月16日）は、昭和から平成時代の政治家。愛知県高浜市長。

## 経歴
高浜市出身。1927年（昭和2年）高浜高等小学校卒業。
1947年（昭和22年）高浜町議会議員、1955年（昭和30年）同議長を経て、1973年（昭和48年）から高浜市長に4選。1989年（平成元年）引退した。

## 栄典
勲章等
- 1990年（平成2年） - 勲四等旭日小綬章[1]